# Serrat de les Solanes
El Serrat de les Solanes és una serra situada al municipi de Montferrer i Castellbò a la comarca de l'Alt Urgell, amb una elevació màxima de 1.377 metres.